# 大日方信春
大日方 信春（おびなた のぶはる、1969年〈昭和44年〉5月生まれ）は、日本の憲法学者。長野県長野市出身。熊本大学法学部教授、博士（法学）（Professor, Dr., Kumamoto University Faculty of Law）。『ロールズの憲法哲学』（有信堂高文社、2001年）、『著作権と憲法理論』（信山社、2011年）の著者。

## 来歴

### 学歴
長野県長野市出身、長野県長野西高等学校卒業、琉球大学法文学部法政学科卒業、同大学院法学研究科法学専攻修了、1999年3月広島大学大学院社会科学研究科法律学専攻博士後期課程修了　博士（法学）。

### 職歴
2000年4月、広島大学法学部助手を経て2001年4月に広島県立大学経営学部講師に就く。その後、2004年4月姫路獨協大学法学部助教授、准教授を経て2007年10月に熊本大学法学部准教授となり、2010年5月に熊本大学法学部教授に就き現在に至る。

### 熊本大学における学内業務
2012年5月〜2013年3月 法学部法学科長、2015年4月〜2019年3月 学長特別補佐（広報担当）、2019年4月〜2021年3月 法学部副学部長、2020年4月〜2021年3月 学長特別補佐（広報担当）、2021年4月法学部長・大学院人文社会科学研究部研究部長補佐、2022年4月熊本大学法学部附属地域の法と公共政策教育研究センター長。2023年4月法学部長・大学院人文社会科学研究部長（現在）。

### 司法試験考査委員
令和元年、令和2年、令和3年、令和4年、司法試験考査委員に選出された。

## 主要業績

### 憲法典の哲学的基礎
大日方の憲法研究は、憲法典の哲学的基礎づけの探究にはじまる。大日方は、憲法典は下位の国家行為（法令、行政行為等）の正当性を基礎づけている（日本国憲法98条1項）として、そこでは、この憲法は、国の最高法規であって、その条規に反する法律、命令、詔勅及び国務に関するその他の行為の全部又は一部は、その効力を有しない。つまり、最高法規である憲法典に反しない国家行為は正当な国家行為であると考えた。では、その憲法典自体の正当性はどのように基礎づけられ、その正当性を判定する規範とはどのようなものか。このことに疑問をもった大日方は、憲法研究の道に進むことになった。
大日方は、憲法典の正当性を基礎づける規範は条文形式では書かれていない。ただ、下位の国家行為は憲法典を具体化するものであるとすると、憲法典を基礎づける規範が具体化されたものが憲法典のはずであると考えた。そして、その憲法典にはその国の「国制（Constitution）」（国の統治の基本方針）が表されているはずである。このような視点から日本国憲法を読むと、権利に関する規定について、自由と平等という両価値を基底にしていることがわかるとする。ただ、自由はわれわれの生活に対する国家による不干渉・不介入を意味するとすると、国家による干渉・介入によってしか実現しない平等、とくに経済的平等を求める規定（日本国憲法25条）は経済的自由を求める規定（日本国憲法22条・29条）とは二律背反的な規定であることになる。こうして一見すると社会国家の実現を求めているように読める日本国憲法が、単純に社会国家を求めていると判定することもできないように思うとしている。また、一般に自由と平等という両価値をどう調整すべきであると日本国憲法は言っているのか。日本国憲法の読み方の当否を判定する規範の内容とはどのようなものか。との疑問を抱いた。
この日本国憲法を正当化する規範の内容として、大日方は、アメリカの法哲学者であるジョン・ロールズが唱えた「公正としての正義（justice as fairness）」論に注目した。ロールズは、自由と平等を調整する法原理として「正義の二原理」を提唱している。大日方は、このロールズの正義論をわが国の国制（すくなくとも基本権保障に関する国制）に適合的な法規範の内容であると見て、修士論文・博士論文を書いた後、初の単著となる『ロールズの憲法哲学』（有信堂高文社、2001年）を公刊した。

### 知的財産権と表現の自由
ジョン・ロールズを中心とする英米の規範的正義論に関する研究で運よく大学のポストを得た大日方は、ある朝、「ミッキーマウス“延命”」の新聞記事を目にした。大日方は、「著作権を保護すること、それは表現の自由を規制することにもなる」ことに注目した。
「著作権と表現の自由」の関係についての研究は、アメリカでは盛んに論じられている。ただ、あれだけアメリカの法理論を参照してきたわが国の憲法学では、当時はまだあまりとり上げられてはいなかった、と感じていた大日方は、憲法原理論から転身（？）をして「著作権と表現の自由」の問題の体系的な研究を始めた。その成果をまとめたものが、2冊目の単著『著作権と憲法理論』（信山社、2011年）である。
「著作権と表現の自由」の問題は、必要な変更をくわえて（mutatis mutandis）他の知的財産権と表現の自由の問題にも適用できると考えた大日方は、その後「特許と表現の自由」、「商標と表現の自由」の研究に進んでいった。この間も「著作権と表現の自由」の問題では「パロディ表現の自由」や「著作者の権利に基づく差し止め」に関する論文も公表した。現在は、2011年の『著作権と憲法理論』刊行後の研究をまとめ『知的財産権と表現の自由』の刊行準備をしている。
大日方は、憲法学で知的財産権の問題をどう見るか、というテーマを検討していたことの副産物として「海賊版サイトブロッキングの憲法適合性」の問題を検討する機会を得た。というのも、政府は2018年にインターネット上の海賊版対策としてインターネット・サービス・プロバイダ（ISP）による自主的措置としてのサイトブロッキングの実施を要請する文書を公表したが、これに有力な憲法学者・情報法学者が強い批判を表明した。彼らは、「憲法上の権利である表現の自由や通信の秘密を侵害する恐れがある」というのである。大日方は、ある機会に「法律を制定してのサイトブロッキングは必ずしも憲法に反するものではないのではないか」との意見を表明したところ、そのことを聞きつけた権利者側団体から講演・研究依頼を得るようになった。「知的財産権と表現の自由」の関係を、どちらかというと知財が守られ過ぎているのではないか、言い換えると、表現の自由が制約され過ぎているのではないか、という側面から研究してきた大日方としては、この依頼は逆の方向を持つものである。ただ、さすがに海賊版の表現の自由はないであろうという直観を頼りに、いくつかの講演をし、論文を発表している。

### 憲法理論の体系的研究
大日方の主な授業科目は憲法である。駆け出しの頃から指導教員の図書を教科書に指定して講義を行った。大学にポストを得て15年ほどが経ち、その間の講義経験や講義ノートをまとめて自らの憲法体系を描く機会を得た。そうしてできあがったのが、『憲法I 総論・統治機構論』（有信堂高文社、2015年）と『憲法II 基本権論』（有信堂高文社、2014年）である（本務校での講義順に従って『憲法II』を先に出版）。『憲法II』の方は2018年に改版していて現在第2版である。
『憲法I』で扱った統治機構論について大日方は、多くの統治機構論は、総論的部分のあと「国会」、「内閣」、「裁判所」と政府の主要機関である三機関の権限について解説している。これは日本国憲法の権力分立構造を三権分立と見ていることに起因しているのかもしれない。ただ、大日方の統治機構論はこれとは違い、総論（憲法史、天皇制、戦争放棄等）を扱ったあと、国家権力の担い手を「政治原理部門」（国会と内閣）と「法原理部門」（裁判所）にわけて論じている。これは、日本国憲法の統治構造を議院内閣制（立法府と執政府の協働）の下での権力分立であると捉えているからである。
大日方は、『憲法II』の特徴は、その副題を「基本権論」としたことに表れているとし、これには、日本国憲法による権利保障を自然権論に基づく「人権論」から解放しようという意図がある。憲法11条には「この憲法が国民に保障する基本的人権」とあり、12条にも同様の規定がある。これは日本国憲法上の権利は実定憲法上の実定的な権利であることを意味する条文であると理解している。その権利の保障根拠は自然権思想あるいは宗教的・道徳的理念ではない。そうではなく、憲法が国民に保障する権利は憲法上に明文の、あるいは解釈論上の根拠が十分に備わっている利益である。このことを『憲法II』では一貫して説こうとしているとする。さらに、2018年の第2版からは憲法13条と14条を説いた章の後に「家族生活における自由と平等」という独立した章をもうけている。近年、憲法論でもよくとり上げられるようになった家族に関する憲法論に注目していることも、大日方の『憲法II』の特徴と言える。
大日方が大学で憲法を受講していたのは、昭和から平成に移って間もない時期である。その頃の憲法学は平成の判例を知らなかった。以来、およそ30年の月日が流れた。その間に重要な多くの憲法判例が生まれ、また、国家統治のあり方、国制（Constitution）にも変容がもたらされているように感じているとしている。これからも時間と共に変遷する憲法プラクティスで『憲法I』『憲法II』を補正することで、大日方自身の憲法体系をアップデートしていきたいとしている。

### その他の研究

#### 表現の自由
いまのところ、憲法学界における大日方の位置づけは、ロールズ研究と表現の自由研究ということになるであろう。研究業績としては、大日方が若いときにニューメディアにおける表現の自由についていくつか判例評釈をしたことがあり、日本公法学会（第81回）では表現主体がいだく嫌悪感／萎縮と権利侵害との関係について報告した。また、比較憲法学会（第28回）ではアメリカにおけるヘイトスピーチ規制について報告している。さらに、インターネット上での個人情報の削除請求権（「忘れられる権利」）についても小稿を著したことがある。

#### PTAと憲法論
変わったところでは、大日方はPTA（Parent-Teacher Association）を憲法学としてどう見るかについて論じたことがある。「PTAや町内会（自治会）は入退会自由の任意団体であるという見方が有力だと思うが、そもそも学校にしろ自治体にしろPTAや町内会の存在を前提とした公共サービスを提供しているのではないか」、と考えたからだ。「役員等を強制的にやらされて不満があることは重々承知の上で、公共サービスの提供にフリーライドされることの不公平感にも一定の理があると感じている」としている。こうした関心から、「PTAを入退会自由の任意団体と割り切れないのでは」、という路線で小稿を著したことがある。

#### 平成28年熊本地震との関係
大日方の勤務校のある熊本は、2016年（平成28年）4月14日と16日に最大震度7を記録した地震に見舞われた。その後、勤務校ではこうした災害あるいはそれからの復興について法学・政治学がはたすべき役割について研究が始まっている。一方、大日方は当時、熊本県の収用委員会委員を務めていた。この行政委員会は公共事業の遂行と土地をはじめとした私有財産権の調整を行う委員会である。災害復興には公共事業のための土地が必要になるので、この委員会の役割も高まったと言える、とする。大日方は、この収用委員会で業務を行うにあたり、問題に思っていたことがあった。それは所有者が不明であったり、所有者はわかるのだけれども相続が重ねられたことで多数になっていて公共事業のための土地収用に支障をきたしていた例が実に多いということである。すでに都会で生活していたために共有で所有権を有する土地の存在を知らなかった、で、収用のために補償するといったら1人あたり10円である、などと笑えない例も（もっと少額である場合も）。そのために起業者（国や自治体）側は権利者1人1人を探し出して、連絡して事情説明して・・・。自由経済体制において私有財産を保護することは当然のことだが、保護しすぎでは？、などと直観的に感じることもあったとしている。
こうした経験にもとづいて、私有財産制をとっていることのコストについて小稿を著した。

## 研究業績

### 単著
- 『ロールズの憲法哲学』（有信堂高文社、2001年）vii＋231＋資料篇xii頁
- 『著作権と憲法理論』（信山社、2011年）xii＋240頁
- 『憲法II 基本権論』（有信堂高文社、2014年）xx＋344頁、（第2版、2018年）xx＋364頁
- 『憲法I 総論・統治機構論』（有信堂高文社、2015年）xvi＋367頁

### 共著
- 熊本大学法学部編『スモールステップで法学入門』（有信堂高文社、2021年）
  - 「第4部第12章 自己の見解を論証できるようになろう！」（191-206頁）を執筆
- 吉田仁美＝渡辺暁彦編『憲法判例クロニクル』（ナカニシヤ出版、2016年）
  - 「06 公務員の人権 ―― 猿払事件」（16-18頁）
  - 「32 表現の自由(10) ―― 外務省秘密電文漏洩事件」（76-77頁）
  - 「33 表現の自由(11) ―― サンケイ新聞事件」（78-79頁）
  - 「34 集会の自由(1) ―― 泉佐野市民会館事件」（80-81頁）
  - 「45 人身の自由と適正手続(5) ―― 高田事件」（102-103頁）
  - 「76 違憲審査制(3) ―― ハンセン病国家賠償訴訟」（166-167頁）を執筆
- 阪本昌成編『謎解き 日本国憲法〔第2版〕』（有信堂高文社、2016年）
  - 「第5章 自由な社会に不可欠な人権」のうち「第1節 信教の自由」、「第2節 思想・良心の自由」、「第3節 表現の自由」（105-127頁）を執筆
- 大沢秀介＝大林啓吾編『判例アシスト』（成文堂、2016年）
  - 「81 博多駅テレビフィルム事件」（162-163頁）、「82 沖縄密約事件」（164-165頁）、「83 NHK記者取材源秘匿事件」（166-167頁）、「84 NHK期待権事件」（168-169頁）を執筆
- 阪本昌成編『謎解き 日本国憲法』（有信堂高文社、2010年）
  - 「第9章法の砦としての裁判所」（193-212頁）を執筆
- 君塚正臣編『高校から大学への憲法』（法律文化社、2009年）（第2版、2016年）
  - 「第3章 国民主権」（37-58頁）を執筆
- 土居靖美＝網中政機編『現代憲法概論』（嵯峨野書院、2006年）
  - 「第II篇 第1章 基本権論」（69-108頁）、「第II篇第8章 国民の義務」（215-226頁）を執筆

## 社会貢献、各種審議会等
- 2008年 5月　財団法人くまもとテクノ産業財団（2013年4月より公益法人くまもと産業支援財団）プライバシーマーク審査会委員
- 2009年 3月　天草市景観審議会委員（熊本県）
- 2012年 5月　人吉市情報公開等審査会委員・会長（熊本県）
- 2015年 4月　熊本市建築審査会委員（2019年4月より会長）
- 2018年 3月　熊本市空家等対策協議会委員
- 2018年 3月　熊本市特定空家等措置審議会委員
- 2018年 4月　熊本県行政不服審査会委員（第2部会部会長）（2022年4月より会長）
- 2019年 7月　熊本県犯罪被害者等支援懇話会委員
- 2020年 7月　熊本県公益認定等審議会委員
- 2020年 6月　熊本県弁護士会資格委員会委員
- 2021年12月　熊本簡易裁判所判事推薦委員会委員
- 2022年 5月　熊本市職員倫理審議会委員
- 2022年12月　熊本市安全安心まちづくり推進協議会委員・会長

## その他

### 熊本日日新聞共同企画
「憲法×熊本×学生」と題して、2018年6月～2019年3月の毎月第3土曜日に10回にわたって、熊本大学法学部憲法ゼミ（大日方ゼミ）と熊本日日新聞との共同企画が連載された。また、熊本日日新聞夕刊に大日方信春のエ
ッセイ『一筆』が、2021年1月～3月まで毎週金曜日に12回にわたって連載された。

### ブログ「五高日記」
大日方は、2007年から法学徒の日常を徒然なるままに綴ったブログ「五高日記」を執筆している。
- 旧・五高日記（2007年11月から2021年11月まで）[15]
- 五高日記（2021年12月から）[16]